# Jasenica, Valjevo
Jasenica (izvirno srbsko Јасеница) je naselje v Srbiji, ki upravno spada pod Mesto Valjevo; slednja pa je del Kolubarskega upravnega okraja.
- naselje Jasenica - panorama
- naselje Jasenica - panorama
- naselje Jasenica - panorama
- naselje Jasenica - panorama
- naselje Jasenica - panorama

## Demografija
V naselju živi 352 polnoletnih prebivalcev, pri čemer je njihova povprečna starost 43,3 let (40,7 pri moških in 46,1 pri ženskah). Naselje ima 142 gospodinjstev, pri čemer je povprečno število članov na gospodinjstvo 3,00.
To naselje je, glede na rezultate popisa iz leta 2002, večinoma srbsko, a v času zadnjih 3 popisov je opazen porast števila prebivalcev.
|  |

| Demografija | Demografija     | Demografija     |
| Leto        | Št. prebivalcev | Št. prebivalcev |
| ----------- | --------------- | --------------- |
|             |                 |                 |
|             |                 |                 |
|             |                 |                 |
|             |                 |                 |
| 1948        | 468             |                 |
| 1953        | 470             |                 |
| 1961        | 411             |                 |
| 1971        | 382             |                 |
| 1981        | 366             |                 |
| 1991        | 407             | 396             |
| 2002        | 429             | 427             |
|             |                 |                 |

| Etnična sestava po popisu iz leta 2002 | Etnična sestava po popisu iz leta 2002 | Etnična sestava po popisu iz leta 2002 | Etnična sestava po popisu iz leta 2002 | Etnična sestava po popisu iz leta 2002 |
| -------------------------------------- | -------------------------------------- | -------------------------------------- | -------------------------------------- | -------------------------------------- |
| Srbi                                   | Srbi                                   |                                        | 423                                    | 99,06%                                 |
| Črnogorci                              | Črnogorci                              |                                        | 1                                      | 0,23%                                  |
| Hrvati                                 | Hrvati                                 |                                        | 1                                      | 0,23%                                  |
| Neznano                                | Neznano                                |                                        | 2                                      | 0,46%                                  |